# Chalciporus piperatus
Chalciporus piperatus, o boleto picante, es un hongo basidiomiceto de la familia Boletaceae. Es frecuente en claros y márgenes de caminos de los bosques de coníferas y mixtos de las regiones templadas de Europa. El cuerpo fructífero aflora desde verano a otoño, de forma solitaria o en grupos. No es comestible, aunque ha sido empleado como condimento por su sabor picante. El epíteto específico "piperatus" significa "como la pimienta". El color amarillo vivo que presenta en los cordones miceliares de la base es muy característico de las especie del género Chalciporus.

## Morfología
La seta del Chalciporus piperatus tiene un sombrero de entre 2 y 6 centímetros de diámetro, aunque puede alcanzar los 10 centímetros, hemisférico o convexo en fases jóvenes y más aplanado en fases maduras. Su cutícula es pegajosa y brillante en ambientes húmedos. La seta puede presentar tonos color ocres o rojizos con tonos amarillentos. Los tubos son adheridos, de color amarillo en fases juveniles y ocre o rojizo en la madurez. Los poros presentan el mismo color. El pie del cuerpo fructífero mide 3 o 4 centímetros de largo, pudiendo alcanzar hasta 7 centímetros, por 0,5 o 1 centímetros de ancho, es cilíndrico y presenta color amarillento en la base. La carne del sombrerillo es rojiza y la del pie es de color amarillo limón, no cambia de color al cortarla y presenta un sabor a pimienta. La esporada es marrón canela.

## Posibilidades de confusión
Es posible confundirlo con Chalciporus amarellus, pero los poros de esta última son alargados y de color rosáceo.